# Brydning under sommer-OL 2016 - 85 kg græsk-romersk stil (herrer)
Mændenes 85 kg vægtklasse i græsk-romersk stil under sommer-OL 2016 i Rio de Janeiro fandt sted d. 15. august 2016 på Carioca Arena 2 i Barra da Tijuca.

## Tidsoversigt
Alle tider brasilianske tider (UTC−03:00)
| Dato            | Tie   | Event               |
| --------------- | ----- | ------------------- |
| 15. august 2016 | 10:00 | Kvalifikationsrunde |
| 15. august 2016 | 16:00 | Opsamling           |
| 15. august 2016 | 17:00 | Finaler             |

## Placering
| Placering | Bryder              | Land         |
| --------- | ------------------- | ------------ |
| 1         | Davit Chakvetadze   | Rusland      |
| 2         | Zhan Beleniuk       | Ukraine      |
| 3         | Javid Hamzatau      | Hviderusland |
| 3         | Denis Kudla         | Tyskland     |
| 5         | Nikolay Bayryakov   | Bulgarien    |
| 5         | Viktor Lőrincz      | Ungarn       |
| 7         | Habibollah Akhlaghi | Iran         |
| 8         | Rustam Assakalov    | Usbekistan   |
| 9         | Robert Kobliashvili | Georgien     |
| 10        | Amer Hrustanović    | Østrig       |
| 11        | Rami Hietaniemi     | Finland      |
| 12        | Ben Provisor        | USA          |
| 13        | Saman Tahmasebi     | Iran         |
| 14        | Ahmed Othman        | Egypten      |
| 15        | Janarbek Kenjeev    | Kirgisistan  |
| 16        | Maksim Manukyan     | Armenien     |
| 17        | Adem Boudjemline    | Algeriet     |
| 17        | Peng Fei            | Kina         |
| 19        | Alfonso Leyva       | Mexico       |
| 20        | Ravinder Khatri     | Indien       |
| 21        | Zakarias Berg       | Sverige      |